# Formaggio

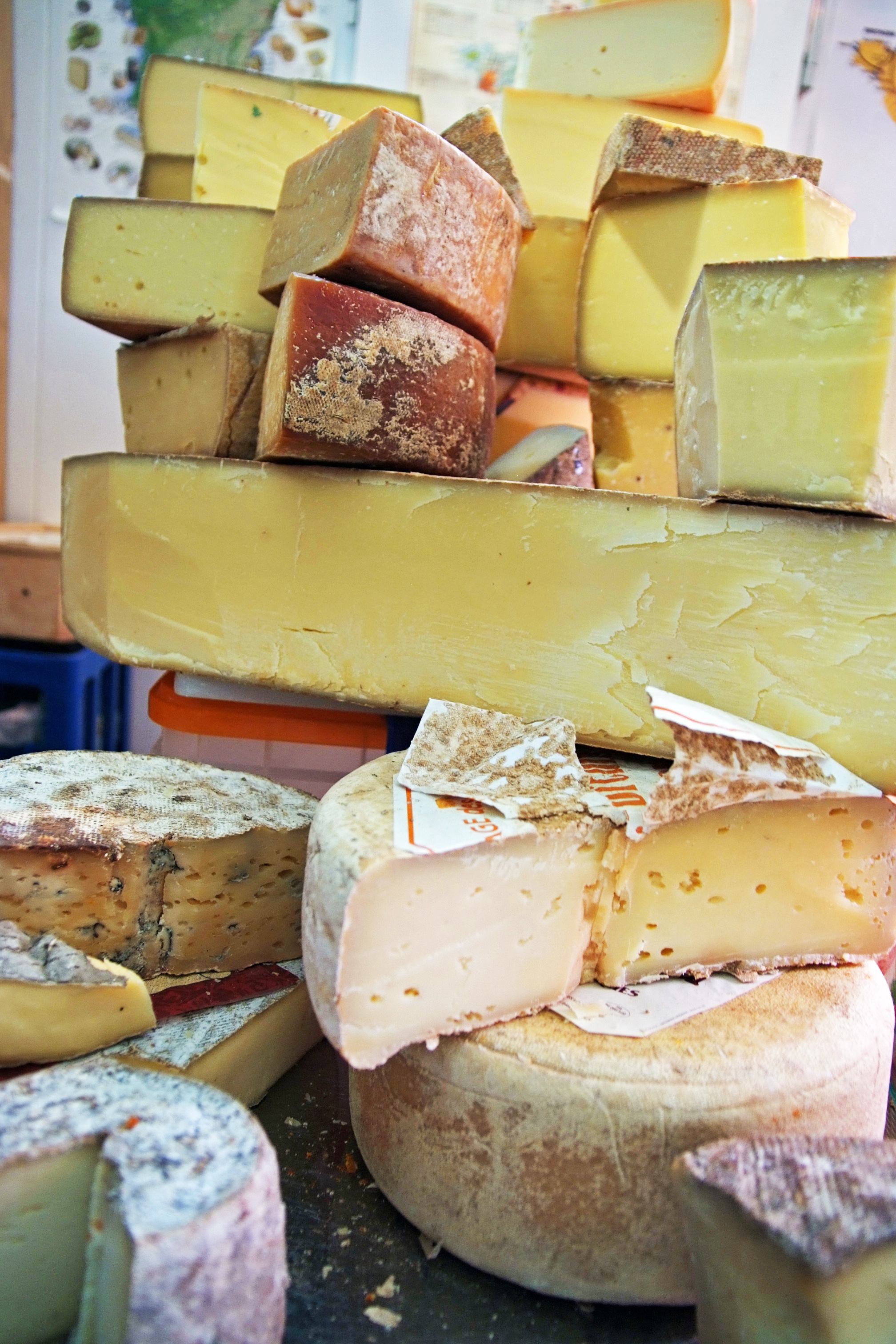
Una serie di formaggi

Il formaggio è un prodotto caseario ottenuto dalla coagulazione acida o presamica delle caseine presenti nel latte intero, parzialmente o totalmente scremato, facendo anche uso di fermenti e sale da cucina.

## Etimologia
In latino il termine usato per riferirsi a questo prodotto era caseus, ma era anche in uso, fra i legionari, il termine formaticum, col quale si indicava appunto una "forma" di questo prodotto de caseo formatus. Dal latino caseus derivano termini italiani quali "caseificio", "cacio" (da cui, per esempio, "caciocavallo"), ma anche lo spagnolo queso, il portoghese queijo, il tedesco Käse, l'olandese kaas, il lussemburghese Kéis, il romeno caş, il corso casgiu, l'abruzzese cace, il calabrese, il leccese e il sardo casu e l'inglese cheese (cfr. il veneto gratacaxa, il Pugliese Murgiano grattachèse, l'abruzzese rattacace "grattugia [per formaggio]", in sardo "tratacasu", in leccese "rattacasa" o "rattacasu"). Da formaticum derivano, oltre all'italiano "formaggio", il francese fromage, il termine formatge del catalano e dell'occitano e il termine formadi del friulano.

## Storia
La storia del formaggio ha origini antichissime nel bacino del Mediterraneo, in nord Africa e in Asia minore. La leggenda narra che un pastore avesse messo del latte in uno stomaco di pecora in cui era rimasto del caglio, dove si trasformò in formaggio; probabilmente fu invece determinante l'osservazione delle viscere di animali macellati ancora in fase di allattamento. Le testimonianze più antiche risalgono al III millennio a.C.
Il più antico reperto ritrovato che testimoni la produzione del formaggio risale ai Sumeri, in Mesopotamia, nel III millennio a.C. Altri documenti risalenti alla stessa epoca testimoniano la conoscenza dei metodi di lavorazione e produzione del formaggio si possono trovare anche in Egitto. Per la diffusione del formaggio anche in Italia dovremo aspettare il 1500 a.C..
L'arte di produrre formaggio è andata sempre migliorando e affermandosi fra gli antichi Greci e gli antichi Romani. Nel Medioevo vi fu inizialmente un'involuzione, poiché solo nei monasteri era possibile conservare la tradizione latina, ma nel periodo più tardo i formaggi cominciarono ad essere apprezzati e a comparire sulle tavole nobiliari. Un trattato sulle qualità nutritive del prodotto fu redatto dal medico ed accademico vercellese Pantaleone da Confienza nella sua Summa Lacticinorum, nella seconda metà del Quattrocento.

## Produzione

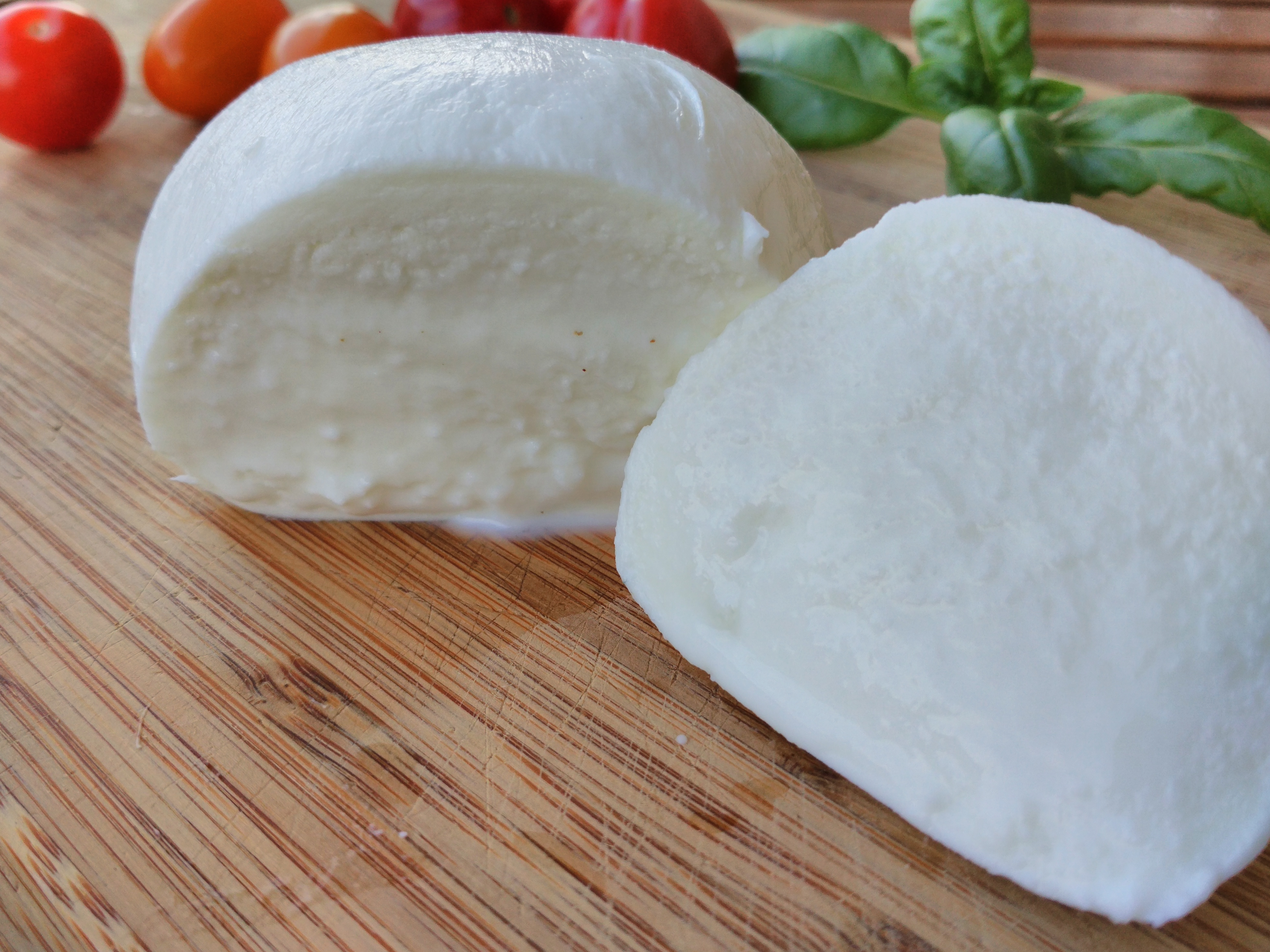
La tipica mozzarella di bufala campana

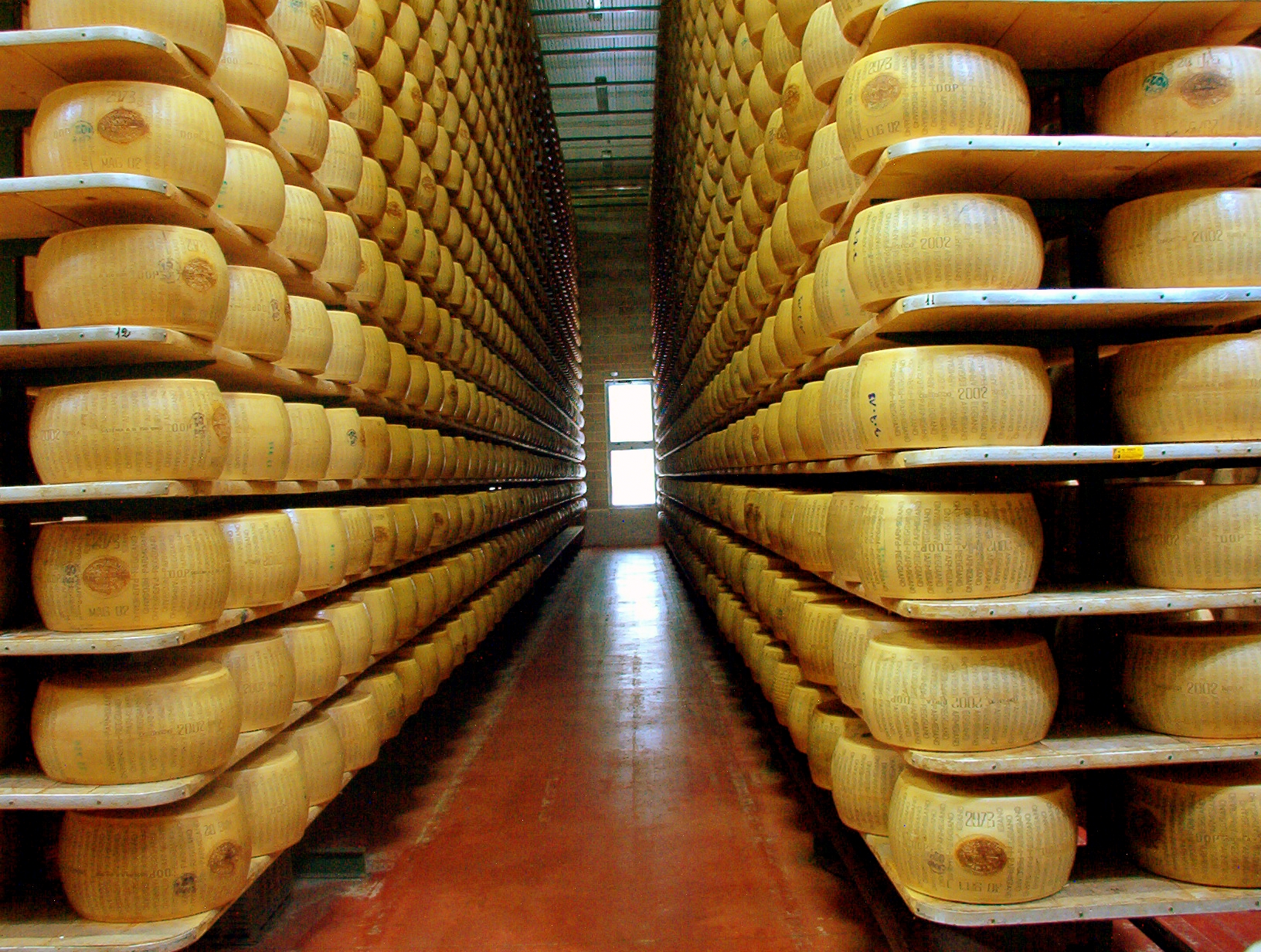
Stagionatura del Parmigiano reggiano

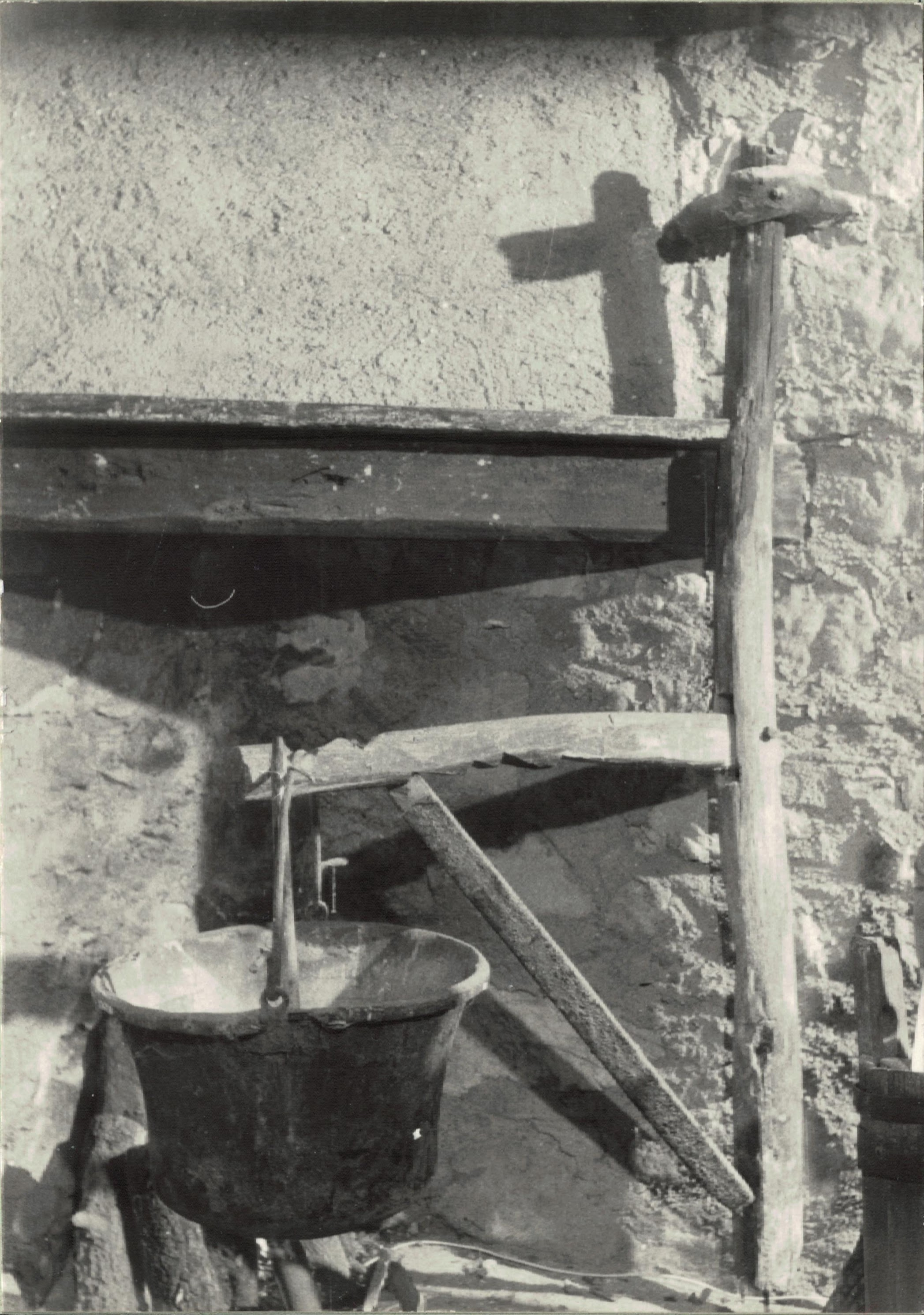
Un caldaro per formaggio su braccio girevole in legno, in uso in passato per la cottura del latte per la trasformazione in formaggio o ricotta, oggi conservato presso il Museo delle Grigne di Esino Lario.

Per produrre il formaggio, il latte viene versato in una caldaia (contenitore di acciaio o di rame), dove è riscaldato alla temperatura di coagulazione adatta in funzione del formaggio che si intende ottenere (in media 35 °C).
Successivamente si inoculano nel latte, se pastorizzato oppure facoltativamente se crudo, dei fermenti ovvero batteri lattici naturali o selezionati per favorire i processi di fermentazione per acidificazione. Invece, addizionando spore fungine si possono ottenere formaggi erborinati o formaggi a crosta fiorita. In seguito all'eventuale inoculo dei fermenti si immette il caglio, composto di enzimi ottenuti dallo stomaco dei lattanti come il vitello, il capretto o l'agnello.
È possibile utilizzare anche coagulanti non di derivazione animale ma vegetale, microbica o fungina. Oggi è in atto un ritorno ai coagulanti vegetali come in uso nell'antica Roma e in Abruzzo, che si basa sull'uso degli stami di cardo da latte pecorino (cosiddetto caciofiore). Nel caso di formaggi a coagulazione acida (lattica), non si utilizza il caglio o il coagulante ma si sfrutta la fermentazione lattica determinata dai batteri del latte originario o da inoculo di batteri lattici naturali o selezionati. Tra i caglianti di origine vegetale annoveriamo il limone, il nigari, il "latte" di fico e il carciofo.
Il caglio è in grado di scindere in molti frammenti la caseina presente nel latte, e di far quindi coagulare anche le particelle della massa grassa non più emulsionabili in acqua, che galleggiano formando una massa gelatinosa e fragile detta cagliata. Le micelle della k-caseina agglomerate, formando un reticolo, compongono un granulo caseoso che è l'elemento base di ottenimento della cagliata.
Dalla cagliata si ottengono i vari tipi di formaggi (a seconda della temperatura di cottura della pasta) :
- Formaggi a pasta molle,
 ottenuti rompendo la cagliata in frammenti grossi (all'incirca delle dimensioni di una noce); il contenuto di acqua resta elevato: i formaggi così ottenuti devono essere consumati subito oppure conservati in frigorifero (stracchino, quark...).
- Formaggi a pasta semidura,
 ottenuti rompendo la cagliata in frammenti abbastanza piccoli (all'incirca delle dimensioni di un'oliva), che vengono compressi e lasciati stagionare (Fontina, Puzzone di Moena, e alcune paste filate come il provolone, caciocavallo...).
- Formaggi a pasta dura,
 ottenuti rompendo la cagliata in frammenti molto piccoli (all'incirca delle dimensioni di un chicco di riso), che vengono cotti oltre i 48 °C e rimescolati in continuazione; la pasta caseosa che si ottiene viene pressata, salata e lasciata stagionare per un periodo variabile da qualche mese (pecorino, emmental) a qualche anno (Grana Padano, Parmigiano Reggiano...).

### Principali produttori di formaggio
| Paese         | Produzione |
| ------------- | ---------- |
| Stati Uniti   | 6 457 848  |
| Germania      | 3 000 645  |
| Francia       | 2 217 980  |
| Italia        | 1 348 469  |
| Paesi Bassi   | 946 760    |
| Polonia       | 919 761    |
| Russia        | 812 919    |
| Turchia       | 806 396    |
| Egitto        | 648 851    |
| Canada        | 601 061    |
| Regno Unito   | 500 000    |
| Argentina     | 460 173    |
| Argentina     | 454 500    |
| Nuova Zelanda | 380 000    |
| Australia     | 366 201    |

### Principali esportatori di formaggio

#### Quantità esportata
| Paese         | Tonnellate |
| ------------- | ---------- |
| Germania      | 1.300.000  |
| Paesi Bassi   | 780.000    |
| Francia       | 689.000    |
| Italia        | 416.000    |
| Danimarca     | 340.000    |
| Stati Uniti   | 325.000    |
| Polonia       | 325.000    |
| Nuova Zelanda | 295.000    |
| Belgio        | 272.000    |
| Irlanda       | 219.000    |

#### Valore delle esportazioni[3]
| Paese         | Miliardi di $ |
| ------------- | ------------- |
| Germania      | 6,74          |
| Italia        | 5,85          |
| Paesi Bassi   | 5,76          |
| Francia       | 4,29          |
| Stati Uniti   | 2,47          |
| Danimarca     | 2,28          |
| Belgio        | 1,69          |
| Nuova Zelanda | 1,66          |
| Irlanda       | 1,57          |
| Polonia       | 1,31          |

### Principali importatori di formaggio

#### Quantità importata
| Paese       | Tonnellate |
| ----------- | ---------- |
| Germania    | 821.000    |
| Regno Unito | 535.000    |
| Italia      | 480.000    |
| Francia     | 371.000    |
| Paesi Bassi | 370.000    |
| Belgio      | 315.000    |
| Giappone    | 293.000    |
| Spagna      | 287.000    |
| Stati Uniti | 261.000    |
| Russia      | 247.000    |

## Classificazione
I formaggi possono essere classificati in base a vari criteri, tra cui il tipo di latte utilizzato (principalmente vaccino, pecorino, caprino, bufalino o misto), il processo e la temperatura di lavorazione, il contenuto di grassi, la stagionatura, la consistenza della pasta e il tipo di crosta.

## Valori nutrizionali
La tabella che segue espone i valori nutrizionali relativi alle sostanze nutritive più significative.
I valori espressi sono in grammi per ogni 100 grammi di parte edule, salvo dove diversamente precisato.
| Composizione     | Stagionatura breve (fino a un mese) | Stagionatura media (da uno a tre mesi) | Stagionatura lunga (Da tre a dodici mesi) |
| ---------------- | ----------------------------------- | -------------------------------------- | ----------------------------------------- |
| Acqua            | 55,7 - 53,5                         | 41,7                                   | 30,8                                      |
| Proteine         | 21,1 - 18,1                         | 21,9                                   | 33,2                                      |
| Grassi           | 15,5 - 25,1                         | 29,5                                   | 26,7                                      |
| Carboidrati      | 6,1 - ---                           | ---                                    | ---                                       |
| Calorie          | 239 - 300                           | 350                                    | 379                                       |
| Calcio (mg)      | 162 - 650                           | 740                                    | 1250                                      |
| Riboflavina (mg) | 0,18 - 0,51                         | 0,38                                   | 0,35                                      |

## Formaggi italiani
Tramite il sito web dell’Organizzazione Nazionale degli Assaggiatori di Formaggio (ONAF) è possibile avere un riscontro aggiornato del numero di formaggi italiani certificati (DOP, IGP, STG, PAT): a ottobre 2024 erano in tutto 669, ovvero 55 formaggi DOP, due IGP, uno STG e ben 611 PAT.
A seguire si elencano alcuni dei formaggi italiani certificati attualmente.
Formaggi a denominazione di origine protetta (D.O.P.)
- Asiago
- Bitto DOP
- Bra
- Caciocavallo Silano
- Canestrato pugliese
- Casatella trevigiana
- Casciotta d'Urbino
- Castelmagno
- Fiore Sardo
- Fontina
- Formaggella del Luinese
- Formaggio di fossa di Sogliano
- Formai de Mut dell'Alta Valle Brembana
- Gorgonzola
- Grana Padano
- Montasio
- Monte Veronese
- Mozzarella di bufala campana
- Murazzano
- Nostrano Valtrompia
- Parmigiano Reggiano
- Pecorino Crotonese
- Pecorino di Filiano
- Pecorino Romano
- Pecorino Sardo
- Pecorino Siciliano
- Pecorino Toscano
- Piacentino ennese
- Piave
- Provolone Valpadana
- Puzzone di Moena
- Quartirolo Lombardo
- Ragusano
- Raschera
- Robiola di Roccaverano
- Salva cremasco
- Silter
- Spressa delle Giudicarie
- Squacquerone di Romagna
- Strachitunt
- Taleggio
- Toma Piemontese

- Valle d'Aosta Fromadzo
- Valtellina Casera

Formaggi a indicazione geografica protetta (I.G.P.)
- Canestrato di Moliterno
- Burrata di Andria

Formaggio specialità tradizionale garantita (S.T.G.)
- Mozzarella

Formaggi dell'elenco dei prodotti agroalimentari tradizionali italiani (P.A.T.)
- Bagòss
- Bettelmatt
- Branzi
- Bruss
- Caciocavallo
- Caciocavallo di Castelfranco
- Caciocavallo podolico
- Caciocchiato
- Carmasciano
- Casolet
- Casu frazigu
- Formaggella della Val di Scalve
- Formaggio di fossa
- Macagno biellese
- Paglierina
- Pallone di Gravina
- Pecorino
- Pecorino marchigiano
- Pecorino di Farindola
- Primosale
- Provola
- Raviggiolo
- Robiola
- Scamorza
- Séras
- Stracchino
- Toma di Gressoney
- Toma del lait brusc
- Tombea
- Tomino

Altri formaggi tradizionali, ma privi di certificazione DOP, IGP, STG o PAT
- Storico ribelle, formaggio con lavorazione originale della Valle del Bitto, presidio Slow food
- Toma del Mottarone, formaggio dell'Alto Piemonte, zona del Mottarone
- Toma di Balme, formaggio della zona del comune piemontese di Balme, riconosciuto come tradizionale da Slow Food
- Tuma, formaggio tipico siciliano, che indica un determinato livello di stagionatura del Pecorino siciliano, ma che può essere anche messo in commercio e consumato a quel livello